# Ерік Стерджесс
Ерік Стерджесс (англ. Eric Sturgess; 10 травня 1920 — 14 січня 2004) — колишній південноафриканський тенісист.
Найвищу одиночну позицію світового рейтингу — 6 місце досяг 1948 року (за даними Джона Олліффа).
Перемагав на турнірах Великого шолома в парному та змішаному парному розрядах.

## Фінали турнірів Великого шолома

### Одиночний розряд (3 поразки)
| Результат | Рік  | Турнір                     | Покриття | Суперник                   | Рахунок         |
| --------- | ---- | -------------------------- | -------- | -------------------------- | --------------- |
| Поразка   | 1947 | Чемпіонат Франції          | Ґрунт    | Йожеф Ашбот                | 6–8, 5–7, 4–6   |
| Поразка   | 1948 | Національний чемпіонат США | Трава    | Панчо Гонсалес             | 2–6, 3–6, 12–14 |
| Поразка   | 1951 | Чемпіонат Франції          | Ґрунт    | Ярослав Дробний (тенісист) | 3–6, 3–6, 3–6   |

### Парний розряд (1–5)
| Результат | Рік  | Турнір               | Покриття | Партнер                    | Суперники                    | Рахунок                 |
| --------- | ---- | -------------------- | -------- | -------------------------- | ---------------------------- | ----------------------- |
| Перемога  | 1947 | Чемпіонат Франції    | Ґрунт    | Юстас Фаннін               | Том Браун Білл Сідвелл       | 6–4, 4–6, 6–4, 6–3      |
| Поразка   | 1949 | Чемпіонат Франції    | Ґрунт    | Юстас Фаннін               | Панчо Гонсалес Френк Паркер  | 3–6, 6–8, 7–5, 3–6      |
| Поразка   | 1950 | Чемпіонат Австралії  | Трава    | Ярослав Дробний (тенісист) | Джон Бромвіч Адріан Квіст    | 3–6, 7–5, 6–4, 3–6, 6–8 |
| Поразка   | 1950 | Чемпіонат Франції    | Ґрунт    | Ярослав Дробний (тенісист) | Білл Талберт Тоні Траберт    | 2–6, 6–1, 8–10, 2–6     |
| Поразка   | 1951 | Вімблдонський турнір | Трава    | Ярослав Дробний (тенісист) | Кен Мак-Грегор Френк Седжмен | 6–3, 2–6, 3–6, 6–3, 3–6 |
| Поразка   | 1952 | Вімблдонський турнір | Трава    | Вік Сайксес                | Кен Мак-Грегор Френк Седжмен | 3–6, 5–7, 4–6           |

### Мікст (5–2)
| Результат | Рік  | Турнір                     | Покриття | Партнер             | Суперники                            | Рахунок        |
| --------- | ---- | -------------------------- | -------- | ------------------- | ------------------------------------ | -------------- |
| Перемога  | 1947 | Чемпіонат Франції          | Ґрунт    | Шейла Пірсі-Саммерс | Ядвіга Єнджейовська Крістя Каралуліс | 6–0, 6–0       |
| Перемога  | 1949 | Чемпіонат Франції          | Ґрунт    | Шейла Пірсі-Саммерс | Джин Кертієр Джеррі Оуклі            | 6–1, 6–1       |
| Перемога  | 1949 | Вімблдонський турнір       | Трава    | Шейла Пірсі-Саммерс | Луїз Браф Джон Бромвіч               | 9–7, 9–11, 7–5 |
| Перемога  | 1949 | Національний чемпіонат США | Трава    | Луїз Браф           | Маргарет Осборн Дюпон Білл Талберт   | 4–6, 6–3, 7–5  |
| Поразка   | 1950 | Чемпіонат Австралії        | Трава    | Джойс Фітч          | Доріс Гарт Френк Седжмен             | 6–8, 4–6       |
| Перемога  | 1950 | Вімблдонський турнір       | Трава    | Луїз Браф           | Патрісія Каннінґ-Тодд Джефф Браун    | 11–9, 1–6, 6–4 |
| Поразка   | 1952 | Чемпіонат Франції          | Ґрунт    | Ширлі Фрай          | Доріс Гарт Френк Седжмен             | 8–6, 3–6, 3–6  |